# Gammelsbach (Neckar)
Der Gammelsbach ist ein etwa 13 km langer Bach im Odenwald, der westlich von Eberbach von rechts und Norden in den Neckar mündet.

## Name
In der ersten urkundlichen Erwähnung (772 n. Chr.) wird der Bach Gaminesbach bzw. Gaminisbach genannt. Der Bach wurde nach einer Person mit dem althochdeutschen Namen *Gaman benannt.

## Geographie

### Verlauf
Der Gammelsbach entspringt im südhessischen Odenwaldkreis nach den Sportplätzen am Südrand von Beerfelden am Rande der Straße Seeweg. Der Bach fließt in sehr beständig südlicher Richtung. Schon weniger als einen halben Kilometer nach seiner Quelle beginnt sein oft bis an den Auenrand herunter bewaldetes, steil zwischen der Hirschhorner Höhe im Westen und der Sensbacher Höhe im Osten eingegrabenes Tal, in dem ihn die B 45 bis zu seiner Mündung begleitet. Etwa zwei Kilometer unterhalb der Quelle setzt der Siedlungsbereich des Ortsteils Gammelsbach der Stadt Oberzent ein, der sich fast vier Kilometer lang als meist schmales und teilweise unterbrochenes Band dem Bach entlang zieht; in diesem Bereich sind die unteren Hänge und größeren Seitentäler oft waldfrei. Etwa siebeneinhalb Kilometer nach der Quelle quert der Gammelsbach die Landesgrenze nach Baden-Württemberg, wonach zunächst das ganze Tal ganz bewaldet ist, ehe sich die Aue wieder schmal öffnet. Auf dem letzten Kilometer ziehen im bis zuletzt eng bleibenden Tal die länglichen Gebäude eines Chemiebetriebes neben dem Bachlauf nach Süden. Dann mündet der Gammelsbach, etwa einen Kilometer westlich des Stadtrandes von Eberbach und unterhalb des großen nördlichen Flussbogens dort, von rechts in den hier schon wieder südwestlich fließenden Neckar.
Der Lauf zieht durch die Gemarkungen Beerfelden und Gammelsbach der Stadt Oberzent im südhessischen Odenwaldkreis sowie durch das Stadtgebiet von Eberbach im baden-württembergischen Rhein-Neckar-Kreis. Rechts und westlich des Unterlaufs hat daneben der Oberzent-Stadtteil Rothenberg Anteil am rechten Talhang und den Nebentälern auf dieser Seite.

### Einzugsgebiet
Das Einzugsgebiet umfasst etwa 33,2 km² und liegt nach der naturräumlichen Gliederung des Odenwalds mit dem weit überwiegenden Teil in dessen Unterraum Zentraler Sandsteinodenwald und mit dem mündungsnahen Rest im Unterraum Odenwald-Neckartal.
Es hat ungefähr die Gestalt eines nord-südlich orientierten Langrechtecks mit auf die östliche Südseite aufgesetzter südlicher Nase. Von Nord nach Süd streckt es sich knapp 11,5 km lang, während es senkrecht dazu überall unter 4,5 km Breite bleibt. Der Bach kommt talabwärts der Mündung zu der östlichen Wasserscheide relativ immer näher. Die größte Höhe im Einzugsgebiet liegt im Norden an seiner Ostgrenze auf einer namenlosen Erhebung der nördlichen Sensbacher Höhe nahe der Passstraße von Beerfelden nach Ober-Sensbach, die 557,8 m ü. NHN erreicht. Viel weiter im Süden wird auf demselben Höhenrücken mit 551,5 m ü. NHN auf der Hohen Warte noch einmal fast diese Höhenkoordinate erreicht. Die westliche Wasserscheide auf der Kammlinie der Hirschhorner Höhe liegt überall unter 500 m ü. NHN.
Nördlich der Quelle bei Beerfelden schließt das Einzugsgebiet der Mümling an, jenseits des nördlichen Teils der östlichen Wasserscheide entwässert der Sensbach zur Itter, die danach über kleinere Zuflüsse jenseits des südlichen Teils konkurriert, ehe ganz im Süden das unmittelbare Einzugsgebiet des sie aufnehmenden Neckars anschließt. Im Westen fließt der dem Gammelsbach fast parallele Finkenbach über den kurzen Laxbach zum Neckar unterhalb der Gammelsbach-Mündung.

### Zuflüsse und Seen
Liste der Zuflüsse und  Seen von der Quelle zur Mündung. Gewässerlänge, Seefläche, Einzugsgebiet und Höhe nach den entsprechenden Layern auf der Onlinekarte der LUBW. Andere Quellen für die Angaben sind vermerkt.
Ursprung des Gammelsbachs auf etwa 420 m ü. NHN am Südrand von Oberzent-Beerfelden nahe der Straße Seewiese. Der Bach fließt durchweg in sehr beständig südlicher Richtung.
- Passiert den Gänsbrunnen auf etwas über 390 m ü. NHN wenig vor dem Eintritt in die Waldstrecke des Bachs am Eintritt der ihn begleitenden B 45 in die Talmulde.
- Durchfließt auf etwa 390 m ü. NHN das Beerfeldener Waldseebad.

- (Bach aus dem Steingrund), von links und Osten auf etwas über 300 m ü. NHN aus dem nördlichsten Oberzent-Gammelsbach, ca. 0,6 km[LUBW 8] und ca. 1,5 km². Entsteht auf etwa 350 m ü. NHN am Ortsrand.
- (Zufluss), von links und Osten auf etwa 290 m ü. NHN gegenüber dem Freudenberg, ca. 0,5 km[LUBW 8] und ca. 0,8 km². Entspringt auf etwa 320 m ü. NHN.
- Sommerbach, von rechts und Westnordwesten auf etwa 280 m ü. NHN nahe dem Fußpunkt der Straße zum Schlossberg, 1,5 km und ca. 2,4 km². Entspringt auf etwa 560 m ü. NHN am Winterberg.
- (Zufluss aus dem Schweizersgrund), von links und Osten auf etwa 270 m ü. NHN nach der Schulstraße in Gammelsbach, ca. 0,7 km[LUBW 8] und ca. 1,4 km². Entspringt auf etwa 320 m ü. NHN.
- Oberer Erbsenbach[5], von links und Westen auf über 250 m ü. NHN vor der Brücke der Hindenburgstraße, ca. 0,3 km[LUBW 8] und ca. 0,6 km². Entspringt auf etwa 290 m ü. NHN.
- Unterer Erbsenbach[5], von links und Westen auf unter 250 m ü. NHN vor der Brücke der Talstraße in Gammelsbach, ca. 0,4 km[LUBW 8] und ca. 0,5 km².
- Erbsenbach aus dem Rautal, von rechts und Westnordwesten auf unter 210 m ü. NHN  kurz nach der Landesgrenze, 1,3 km und ca. 5,5 km². Entsteht auf etwa 380 m ü. NHN im Erbsengrund.
- Klemernsbach (!), von rechts und Westnordwesten auf etwa 175 m ü. NHN, 2,2 km und ca. 2,7 km². Entspringt auf etwa 350 m ü. NHN dem Klemmertsbrunnen (!) ostsüdöstlich von Oberzent-Rothenberg.
- Passiert auf etwa 150–110 m ü. NHN einige Teiche kurz vor dem Fabrikparkplatz im unteren Tal, zusammen 0,3 ha.

Mündung des Gammelsbachs von rechts und Norden auf 121,7 m ü. NHN an einem Unternehmensgebäude zwischen Eberbach und dessen Wohnplatz Gretengrund in den Neckar. Der Gammelsbach ist 12,8 km lang und hat ein 33,2 km² großes Einzugsgebiet.

## Schutzgebiete
Der Gammelsbach durchfließt nordwestlich des Ortes Gammelsbach das Naturschutzgebiet „Jakobsgrund bei Gammelsbach“. Auf seinem weiteren Verlauf bis zur Landesgrenze zu Baden-Württemberg ist der Bach mit seinen Uferbereichen seit 2008 als FFH-Gebiet „Jakobsgrund und Gammelsbachaue“ im Netzwerk Natura 2000 geschützt.

### LUBW
Amtliche Online-Gewässerkarte mit passendem Ausschnitt und den hier benutzten Layern: Lauf und Einzugsgebiet des Gammelsbachs

Allgemeiner Einstieg ohne Voreinstellungen und Layer: Daten- und Kartendienst der Landesanstalt für Umwelt Baden-Württemberg (LUBW) (Hinweise)
1. 1 2 3  Höhe nach dem Höhenlinienbild auf dem Hintergrundlayer Topographische Karte.
2. 1 2  Höhe nach blauer Beschriftung auf dem Hintergrundlayer Topographische Karte. (Stauziel des Neckars im Unterwasser der Staustufe Rockenau und Oberwasser der Staustufe Hirschhorn.)
3. 1 2  Länge nach dem Layer Gewässernetz (AWGN).
4. 1 2  Einzugsgebiet nach dem Layer Basiseinzugsgebiet (AWGN).
5. 1 2  Höhe nach schwarzer Beschriftung auf dem Hintergrundlayer Topographische Karte.
6. ↑  Seefläche nach dem Layer Stehende Gewässer.
7. ↑  Einzugsgebiet abgemessen auf dem Hintergrundlayer Topographische Karte.
8. 1 2 3 4 5  Länge abgemessen auf dem Hintergrundlayer Topographische Karte.

### Andere Belege
1. ↑  Abfluss-BW - Daten und Karten
2. ↑  Albrecht Greule: Deutsches Gewässernamenbuch. Walter de Gruyter, Berlin / Boston 2014, ISBN 978-3-11-057891-1, S. 164, „Gammelsbach“ (Auszug in der Google-Buchsuche).
3. ↑  Otto Klausing: Geographische Landesaufnahme: Die naturräumlichen Einheiten auf Blatt 151 Darmstadt. Bundesanstalt für Landeskunde, Bad Godesberg 1967. → Online-Karte (PDF; 4,3 MB)
4. ↑  Josef Schmithüsen: Geographische Landesaufnahme: Die naturräumlichen Einheiten auf Blatt 161 Karlsruhe. Bundesanstalt für Landeskunde, Bad Godesberg 1952. → Online-Karte (PDF; 5,1 MB)
5. 1 2  Gewässername aus Straßennamen erschlossen.
6. ↑  
Karte NSG Jakobsgrund bei Gammelsbach und FFH-Gebiet Jakobsgrund und Gammelsbachaue. geodienste.bfn.de, abgerufen am 12. Mai 2025.